# Mango, Cuneo
Mango là một đô thị tại tỉnh Cuneo trong vùng Piedmont của Italia, vị trí cách khoảng 60 km về phía đông nam của Torino và khoảng 60 km về phía đông bắc của Cuneo. Tại thời điểm ngày 31 tháng 12 năm 2004, đô thị này có dân số 1.359 người và diện tích 19,9 km².
Mango giáp các đô thị: Camo, Castino, Coazzolo, Cossano Belbo, Neive, Neviglie, Rocchetta Belbo, Santo Stefano Belbo và Trezzo Tinella.